# 尼尔斯-约埃尔·恩隆德
尼尔斯-约埃尔·恩隆德（瑞典語：Nils-Joel Englund，1907年4月7日—1995年6月23日），瑞典男子越野滑雪运动员。他曾代表瑞典参加1936年冬季奥林匹克运动会越野滑雪比赛，获得一枚铜牌。